# Československá basketbalová liga žen 1964/1965
Československá basketbalová liga žen 1964/1965 byla nejvyšší ligovou basketbalovou soutěží žen v Československu. Počet družstev byl 12. Titul mistra Československa získal tým Slovan Orbis Praha, na druhém místě se umístil klub KPS Brno a na třetím Lokomotiva Bratislava.
- Slovan Orbis Praha (trenér Svatopluk Mrázek) v sezóně 1964/65 získal svůj 9. titul mistra Československa (z 9 celkem).
- „All Stars“ československé basketbalové ligy - nejlepší pětka hráčů basketbalové sezóny 1964/65: Dagmar Hubálková, Helena Malotová-Jošková, Sylva Richterová, Vlasta Brožová-Šourková, Olga Kyzlinková-Mikulášková.

## Systém soutěže
- Všechna družstva hrála dvoukolově každý s každým (doma - venku), každé družstvo 22 zápasů. V sezóně 1964/65 byl rozšířen počet zápasů na 28, protože byly hrány podle pořadí ve 3 skupinách po 4 družstvech dva závěrečné turnaje.

| Poř. | Tým                       | Z  | V  | P  | Skóre     | Body |
| ---- | ------------------------- | -- | -- | -- | --------- | ---- |
| 1.   | Slovan Orbis Praha        | 28 | 24 | 4  | 1867:1458 | 52   |
| 2.   | KPS Brno                  | 28 | 22 | 6  | 1779:1503 | 50   |
| 3.   | Lokomotíva Bratislava     | 28 | 21 | 7  | 1806:1477 | 49   |
| 4.   | Spartak Praha Sokolovo    | 28 | 19 | 9  | 1798:1411 | 47   |
|      |                           |    |    |    |           |      |
| 5.   | Slavia VŠ Praha           | 28 | 16 | 12 | 1743:1636 | 44   |
| 6.   | Slovan CHZJD Bratislava   | 28 | 16 | 12 | 1571:1602 | 44   |
| 7.   | Jiskra Kyjov              | 28 | 13 | 15 | 1512:1480 | 41   |
| 8.   | Lokomotiva Ústí nad Labem | 28 | 11 | 17 | 1641:1738 | 39   |
|      |                           |    |    |    |           |      |
| 9.   | Slavia VŠ Brno            | 28 | 11 | 17 | 1491:1556 | 39   |
| 10.  | Bohemians ČKD Praha       | 28 | 9  | 19 | 1498:1620 | 37   |
| 11.  | NHKG Ostrava              | 28 | 5  | 23 | 1513:1946 | 33   |
| 12.  | Spartak Přerov            | 28 | 1  | 27 | 1169:1961 | 26   |

## Sestavy (hráčky, trenéři) 1963/1964, 1964/1965
- Slovan Orbis Praha: Dagmar Hubálková, Vlasta Brožová-Šourková, Věra Štechrová-Koťátková, Jaroslava Majerová-Ŕepková, Libuše Kociánová-Bolečková, Eva Hegerová-Šuckrdlová, Benešová-Havlíčková, Stejskalová, Wágnerová, Jagerová, Řezníčková, Jarolímová, Svobodová. Trenér Svatopluk Mrázek
- Spartak Praha Sokolovo: Milena Vecková-Blahoutová, Marta Kreuzová-Melicharová, Sylva Richterová, Jaroslava Dolejší-Sazimová, Eva Myslíková-Stehnová, Jana Bednářová-Edlová, Pavla Gregorová-Holková,Hana Polívková, Eva Polívková, Urbanová, Doležalová, Rottová. Trenér Miloslav Kříž (1964), Jiří Baumruk (1965)
- KPS Brno: Věra Horáková-Grubrová, Olga Přidalová (Kyzlinková-Mikulášková), Julie Žižlavská-Koukalová, O. Mikulášková, Olga Bobrovská-Hrubá, Ležáková, Hanáková, Robotková, Dana Tušilová-Rumlerová, Kučerová-Lastovecká, Eva Mikulášková. Trenér Jindřich Drásal
- Slavia Praha ITVS: Helena Adamírová-Mázlová, Milena Jindrová (Hacmacová), Jarmila Šulcová-Trojková, Radka Matoulková-Brožková, Alena Dolejšová-Plechatová, Ivana Mrázková-Kuchařová, Alena Spejchalová, Fořtová, Dočekalová, Lehká. Trenér Lubomír Dobrý (1964), Jan Karger (1965)
- Lokomotiva Bratislava: Helena Zvolenská, Valéria Tyrolová, Antonína Nováková-Záchvějová, Marta Tomašovičová, Helena Strážovská-Verešová, Fischerová, Gerhátová, Labudová, Lišková, Biřicová, Reltovová, Jajtnerová, Puobišová, Jajtnerová. Trenér Ján Hluchý
- Slovan CHZJD Bratislava: Zora Staršia-Haluzická, Eva Petrovičová, Olga Blechová-Bártová, Hana Veselá-Boďová, Věra Zedníčková-Ryšavá, Dana Šmihulová-Hapalová, Edita Uberalová-Príkazská, Mičudová-Baránková, Bíliková, Labudová, Pavlíková, Dubovská, Baštrnáková, Martišová, Miklánková. Trenér M. Šustík
- Jiskra Kyjov: Helena Malotová-Jošková, Ludmila Kuřilová-Navrátilová, Marie Řiháková, Pázlerová, Kočí, Uryčová, Strnadová. Trenér Ivan Kuřil
- Lokomotiva Ústí n/L: Marie Zahoříková-Soukupová, Jana Šubrtová, Pavla Pavlíčková, Petra Pavlíčková, Bradová, Vránová, Alena Holanová, Kluvánková, Schneiderová, Hana Slavíková, Strachová, Šeneklová. Trenér Květoslav Soukup
- Slavia VŠ Brno: Vlasta Pacíková, Páleníková-Krámová, Dufková, Dašovská, Titlbachová, Paseková, Robotková, Kubálková, Řehůřková. Trenér L. Pol
- Spartak Přerov: Hřičišťová, Coufalová, Cingrošová, Domanská, Drábková, Zapletalová, Mazurová, Kocfeldová, Hanzlová, Kaletová, Carečková, Chremiková. Trenér J. Coufal
- Slávia VŠ Prešov: Winterová, Karasová, Volčková, T. Sabanošová-Fabiánová, Baránková, E. Fabiánová, V. Fabiánová, Bělejová-Iványiová. Trenér Juraj Filčák
- Spartak Hradec Králové: Bórovcová, Francová, Štěpánková, Slačková. Trenér
- Bohemians ČKD Praha: Eva Krahulcová, Brychcínová, Uhrová, Taušnerová, Veselá, Loosová, Šplíchalová. Trenér
- NHKG Ostrava: A. Böhmová-Vejsová, Hana Opatřilová-Drastichová, Námyslová, Lendlová-Jeništová, Trunkátová, Vašíčková, Padělková. Trenér J. Ďurčok

## Zajímavosti
- Mistrovství světa v basketbalu žen 1964 (Lima), Peru, v dubnu/květmu 1964 za účasti 13 družstev. Konečné pořadí: 1. Sovětský svaz, 2. Československo, 3. Bulharsko, 4. USA. Československo na MS 1964 hrálo v sestavě: Helena Malotová-Jošková 99 bodů /9 zápasů, Dagmar Hubálková 98 /9, Věra Horáková-Grubrová 90 /9, Milena Vecková-Blahoutová 67 /8, Vlasta Brožová-Šourková 60 /7, Milena Jindrová 53 /7, Sylva Richterová 37 /8, Věra Štechrová-Koťátková 28 /7, Marta Kreuzová-Melicharová 21 /4, Olga Přidalová (Kyzlinková-Mikulášková) 18 /7, Elena Zvolenská 18 /6, Marie Zahoříková-Soukupová 12 /4, celkem 601 bodů v 9 zápasech (8 vítězství, 1 porážka), Trenér: Svatopluk Mrázek
- Mistrovství Evropy v basketbale žen 1964 se konalo v Maďarsku (Budapešť) za účasti 10 družstev. Mistrem Evropy byl Sovětský svaz', Bulharsko na 2. místě , Československo na 3. místě, Rumunsko na 4. místě. Československo na ME 1964 hrálo v sestavě: Vlasta Brožová-Šourková 69 bodů /6 zápasů, Milena Jindrová 54 /6, Helena Malotová-Jošková 38 /6, Alena Spejchalová 38 /6, Marta Kreuzová-Melicharová 35 /6, Olga Přidalová (Kyzlinková-Mikulášková) 26 /5, Milena Vecková-Blahoutová 25 /6, Věra Štechrová-Koťátková 20 /6, Pavla Holková-Gregorová 17 /6, Eva Krahulcová 2 /2, Marie Zahoříková-Soukupová 2 /2, Sylva Richterová 1 /2, celkem 327 bodů v 6 zápasech (4 vítězství, 2 porážky). Trenéři Svatopluk Mrázek, Miloslav Kříž
- V Poháru evropských mistrů v basketbalu žen Slovan Orbis Praha v sezóně 1964/65 byl vyřazen v semifinále od Slavia Sofia, která ve finále prohrála s Daugava Riga. Umístění českého družstva patří mezi významné úspěchy klubu.